# Eucereon zamorae
Eucereon zamorae är en fjärilsart som beskrevs av Paul Dognin 1894. Eucereon zamorae ingår i släktet Eucereon och familjen björnspinnare. Inga underarter finns listade i Catalogue of Life.